# Estómac
L'estómac, estómec o ventrell és un òrgan muscular, corresponent a la primera porció de l'aparell digestiu a l'abdomen, excloent la petita porció de l'esòfag abdominal. És un reservori temporal del bol alimentari deglutit fins que es procedeix al seu trànsit intestinal, una vegada ben barrejat a l'estómac. La seva entrada s'anomena càrdies i la seva sortida pílor. La paraula estómac prové del llatí stomachus.

## Embriologia
L'estómac es forma per un procés de dilatació del tub primitiu, concretament de l'intestí anterior. Comença a reconèixer-se visualment a partir de la quarta setmana de gestació. Durant el procés de dilatació, la porció dorsal creix amb major rapidesa i dona origen a la curvatura major, mentre que la superfície ventral origina la curvatura menor. A mesura que creix es produeix un gir de 90° en l'eix longitudinal, de tal forma que la curvatura major s'orienta cap a l'esquerra, mentre que la menor ho fa cap a la dreta.

## Situació anatòmica i parts de l'estómac
L'estómac és un òrgan en forma de "J" de 25cm de longitud. Presenta posició intraperitoneal a la part esquerra de la cavitat abdominal. Per la part superior, està limitat pel diafragma. Per sota trobem el pàncrees i l'oment major que penja de la curvatura major. L'estómac és la part més distensible del tub digestiu: la seva capacitat varia entre 50mL i 4L, cosa que serà condicionada per la quantitat d'aliment contingut dins.
S'obre a l'esòfag per la regió del càrdies (part superior dreta) i es continua amb el duodè de l'intestí prim per la part inferior, compartiments que es troben separats per l'esfínter pilòric. Si es traça una línia horitzontal imaginària a través de la regió del càrdies, es divideix l'estómac en una part superior anomenada fons o fundus i una part inferior anomenada cos, que entre les dues constitueixen aproximadament dos terços de l'estómac. La porció distal amb forma d'embut s'anomena regió pilòrica, la qual comença en una zona eixamplada, l'antre, i acaba en l'esfínter pilòric o pílor. La regió fúndica és la zona formada pel fundus i el cos.
La superfície interna de l'estómac presenta uns plecs visibles a ull nu anomenats plecs gàstrics, els quals s'orienten longitudinalment cap al pílor. Aquests plecs serveixen per augmentar la superfície de contacte entre l'epiteli de l'estómac i la llum del tub.
L'estomac presenta quatre lligaments els quals els sosteniran dins el peritoneu:
- Lligament gastrohepàtic
- Lligament gastrofrènic
- Lligament gastroesplènic
- Lligament gastrocòlic

## Funcions
A l'interior de l'estómac trobem un medi àcid a causa de la producció i secreció d'àcid gàstric que provoca que el pH se situï entre 1 i 4 depenent de l'espècie, la ingesta, si prenem fàrmacs i altres factors. Aquest medi permet trencar les molècules grans (com les del menjar) per convertir-les en més petites i que puguin ser absorbides per l'intestí prim. L'estómac pot produir i secretar uns 2 o 3 litres d'àcid gàstric per dia.
El pepsinogen es transforma en pepsina a causa del pH baix, fet molt important de cara a la digestió proteica. A l'estómac els enllaços moleculars de les proteïnes es trenquen i les separen en aminoàcids.
L'absorció de la vitamina B₁₂ per l'intestí prim depèn de la conjugació amb una glicoproteïna anomenada factor intrínsec produïda per les cèl·lules parietals de l'estómac.
A més a més podem observar que l'estómac té unes formes estranyes.
L'estómac també sintetitza i secreta hormones peptídiques com ara la ghrelina.

## Histologia de l'estómac
La paret de l'estómac està formada per 4 capes:
- Serosa, la més externa. Per a l'execució dels moviments peristàltics de l'estómac cal que aquest romangui lliscant respecte als òrgans veïns, fet que s'aconsegueix amb el recobriment extern peritoneal serós que presenta.
- Paret Muscular, de musculatura llisa. Està constituïda per 3 capes: longitudinal, circular i una capa exclusiva de l'estómac que és l'obliqua.
- Submucosa, de teixit connectiu.
- Mucosa, presenta les glàndules gàstriques i està formada per epiteli columnar, a diferència de l'epiteli escatós estratificat de l'esòfag. Els vasos estan àmpliament ramificats en aquesta capa. Les glàndules gàstriques de la mucosa estan constituïdes per diverses cèl·lules secretores:
  - Cèl·lules mucoses. Sintetitzen el mucinogen, que és el precursor de la mucina, la qual és la glucoproteïna principal del moc (+ leucòcits, sals inorgàniques i aigua). Aquest té l'acció de protegir i lubrificar la paret estomacal. Es troben sobretot a la paret de l'antre.
  - Cèl·lules parietals o oxíntiques. Sintetitzen àcid clorhídric i el factor intrínsec. Les cèl·lules parietals són piramidals amb una gran invaginació apical amb microvellositats i es troben sobretot a la regió fúndica. El factor intrínsec és una glucoproteïna essencial per a l'absorció de la vitamina B₁₂ a nivell de l'ili, evitant la seva digestió en l'estómac.
  - Cèl·lules principals, zimògenes o peptídiques. Sintetitzen el pepsinogen, el precursor inactiu de l'enzim digestiu pepsina. Es troben sobretot a la regió fúndica.
  - Cèl·lules mare. S'especialitzen en cèl·lules epitelials per tal de renovar la mucosa en cas de lesió.
  - Cèl·lules endocrines. Sintetitzen hormones i les segreguen a la sang. Aquestes són:
    - Cèl·lules G. Produeixen gastrina, l'hormona que estimula la secreció d'HCl. Es troben sobretot a la regió del càrdies.
    - Cèl·lules EC. Produeixen serotonina.
    - Cèl·lules ECL. Produeixen histamina.
    - Cèl·lules D. Produeixen somatostatina.m.mn

## Secreció gàstrica
El suc gàstric està format per aigua, moc, àcid clorhídric (HCl), pepsina i altres enzims, sals minerals i factor intrínsec. L'HCl li confereix pH àcid el qual és necessari per a l'activació del pepsinogen, la destrucció dels aliments i l'eliminació de bacteris. El transport dels ions components de l'HCl de les cèl·lules parietals a la llum, es produeix per transport actiu mitjançant una bomba H+-K+ ATPasa i un sistema cotransport Cl--K+ associat, per tant, es gasta energia i per això les cèl·lules parietals tenen molts mitocondris.

### Estimulació
L'estimulació fisiològica de la secreció es dona en 3 fases:
1. Fase cefàlica. La secreció s'activa per l'olfacte, gust o pensament en menjar, això es dona per mitjà de mecanismes colinèrgics-vagals (del nervi vague). Així s'estimula la secreció de les glàndules gàstriques, incloent les cèl·lules G. Conseqüentment, la gastrina sintetitzada s'allibera al torrent sanguini perquè arribi al fetge i més tard a l'estómac. Un cop allà, la gastrina estimula la secreció d'àcid clorhídric i pepsinògens. Alhora, activa l'alliberació d'histamina per part de les cèl·lules ECL, la qual també estimularà les cèl·lules parietals.
2. Fase gàstrica. La secreció s'activa per la distensió de l'estómac i pels efectes químics de l'aliment. Per una banda, la distensió activa els mecanoreceptors que provoquen reflexos donats pel nervi vague, per tant, s'obtenen els mateixos resultats que en la fase cefàlica. Per una altra banda, els aminoàcids (sobretot triptòfan i fenilalanina) actuen sobre els receptors de les microvellositats de les cèl·lules G estimulant l'alliberació de gastrina. Quan el contingut gàstric arriba a pHs entre 2 i 3, s'inhibeix la secreció de gastrina. La fase gàstrica és la que més contribueix en la secreció (60%).
3. Fase intestinal. La secreció s'activa a mesura que el quim entra en el duodè, ja que les cèl·lules G de la mucosa intestinal alliberen gastrina, però per poc temps. Després inhibeix la secreció mitjançant la secretina, la colecistocinina, i el GIP, que provoquen l'alliberació de somatostatina.

Val a dir que tots els estímuls i inhibicions que actuen sobre la secreció d'HCl, també ho fan sobre l'alliberació del factor intrínsec, amb la diferència que la resposta del factor intrínsec és de més curta duració.

## Innervació
L'estómac està envoltat per plexes parasimpàtics (estimulants) i simpàtics (inhibidors)que regulen tant l'activitat motora dels músculs com l'activitat secretora, amb efectes antagònics:
- Plexe gàstric anterior.
- Plexe gàstric posterior.
- Plexe gàstric superior.
- Plexe gàstric inferior.
- Plexe celíac.
- Plexe mientèric.

Els nervis parasimpàtics estimulen la motilitat i la secreció en el tub digestiu. En l'esòfag, estómac, intestí prim, part superior de l'intestí gros, pàncrees i vesícula biliar, actua el nervi vago o X parell cranial, provinent del bulb raquidi.
Els nervis simpàtics redueixen el peristaltisme i l'activitat secretora, i estimulen la contracció muscular dels esfínters. Les fibres nervioses simpàtiques que innerven els òrgans de l'abdomen, se situen a les astes laterals dels segments medul·lars T5-T12.
En humans, l'estómac té un volum de 50 mL quan està buit. Després de la ingesta, s'expandeix fins a assolir 1 litre de menjar però encara es pot ampliar fins a 4 litres.
L'estómac té més terminacions nervioses que el cervell.

## Vascularització
El flux sanguini del tub digestiu s'anomena circulació esplàcnica. L'estómac està vascularitzat per les artèries gàstriques que provenen de l'artèria celíaca, originada a partir de l'aorta immediatament després que aquesta s'introdueixi en l'abdomen. La sang que surt de l'estómac per les venes gàstriques, acaba finalment a la vena porta, que la conduirà cap al fetge.
El flux arterial augmenta considerablement quan l'estómac és estimulat per secretar suc gàstric.

## Malalties
- Gastritis.
- Úlcera pèptica.
- Càncer gàstric.
- Malaltia de Menetrier.
- Estenosi pilòrica.
- Reflux gastroesofàgic.[19]
- Hèrnia hiatal. Consisteix en la protrusió de l'estómac a través del hiat esofàgic, penetrant, per tant, en el tòrax. Molts pacients que presenten hèrnies hiatals no presenten a penes símptomes i no requereixen tractament. En els casos més greus es precisa la cirurgia.[20]
- Helicobacter pylori. S'estima que més de dos terços de la població mundial es troba infectada per aquest bacteri que viu en l'epiteli gàstric. Històricament, es creia que l'ambient summament àcid de l'estómac mantindria aquest òrgan immune a la infecció. No obstant això, diversos estudis han demostrat que el bacteri Helicobacter pylori pot colonitzar l'estómac i contribuir a l'aparició d'úlceres d'estómac, gastritis i càncer gàstric. Aquest microorganisme és capaç de sobreviure en l'estómac gràcies a que produeix un enzim anomenat ureasa que metabolitza l'amoníac i el diòxid de carboni per a neutralitzar l'àcid clorhídric.

## En altres espècies
Encara que la forma precisa i grandària de l'estómac varia àmpliament entre diferents espècies de vertebrats, les posicions relatives de les obertures esofàgiques i duodenals es mantenen relativament constants. Les llamprees, mixines, quimeres, peixos pulmonats, i alguns peixos teleostis no tenen estómac i es produeix l'obertura de l'esòfag directament en l'anus. Aquests animals realitzen dietes que o bé requereixen poc emmagatzematge d'aliments, o cap procés de predigestió amb sucs gàstrics, o tots dos.
El revestiment gàstric se sol dividir en dues regions, una porció anterior vorejades per les glàndules fúndiques i una posterior amb glàndules pilòriques. Les glàndules del càrdies són exclusives dels mamífers, encara que estan absents en diverses espècies, la distribució d'aquestes glàndules varien entre les espècies, i no sempre es corresponen amb les mateixes regions com en l'home. A més, en molts mamífers no humans, una porció de la part anterior de l'estómac a les glàndules del càrdies s'alinea amb epiteli essencialment idèntic a la de l'esòfag. Els remugants tenen un estómac complex format per diverses cambres.
En els ocells i cocodrils, l'estómac es divideix en dues regions. En sentit anterior és una regió tubular estreta, el proventricle, vorejada per les glàndules fúndiques, i connectant el veritable estómac per al cultiu. Més enllà es troba la molleja muscular de gran abast, vorejada per les glàndules pilòriques, i, en algunes espècies, que conté pedres que l'animal s'empassa per a ajudar a triturar els aliments.

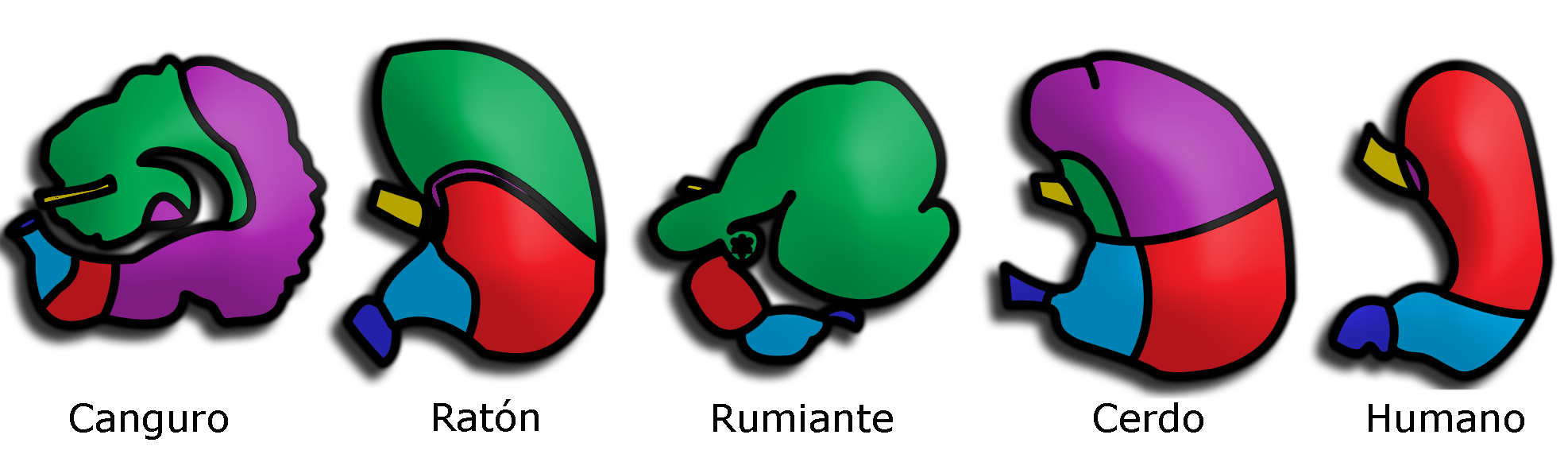
Comparació de les regions glandulars de l'estómac de diverses espècies de mamífers. Groc: esòfag; verd: epiteli aglandular; porpra: glàndules del càrdies; vermell: glàndules gàstriques; blau: glàndules pilòriques; blau fosc: duodè.